# Stir of Echoes
Stir of Echoes (Ecos mortales en Hispanoamérica o El último escalón en España) es un thriller de horror y misterio de 1999 protagonizado por Kevin Bacon y dirigido por David Koepp, basado en la novela homónima de Richard Matheson. Es una película que trata sobre las visiones que tiene Tom Witzky y su hijo sobre una muchacha que fue asesinada en la casa en la que viven.

## Sinopsis
Tom Witzky es un trabajador corriente, un hombre que quiere a su familia y vive como una persona normal. De manera inocente, Tom accede a ser hipnotizado durante una fiesta en casa de unos vecinos. Más tarde, será asediado por voces y sueños turbadores. Empieza a ver cosas que no puede explicar, a oír voces que ya no puede ignorar, a vivir una vida que ya no es la suya y a tener visiones que parecen fragmentos de un rompecabezas, ecos de un crimen que pide ser resuelto.

## Reparto
| Actor o actriz     | Personaje       |
| ------------------ | --------------- |
| Kevin Bacon        | Tom Witzky      |
| Kathryn Erbe       | Maggie Witzky   |
| Zachary David Cope | Jake Witzky     |
| Jennifer Morrison  | Samantha Kozac  |
| Illeana Douglas    | Lisa            |
| Kevin Dunn         | Frank McCarthy  |
| Liza Weil          | Debie Kozac     |
| Lusia Strus        | Sheila McCarthy |
| Chalon Williams    | Adam McCarthy   |

## Banda sonora
1. Steve Wynn - "Nothing But The Shell"
2. Moist - "Breathe"
3. Wild Strawberrie - "Mirror Mirror"
4. Dishwalla -"Stay Awake"
5. Ib Glindemann - "Space Drama"
6. SuperShark - "Meat Mania"
7. SuperShark - "Pump Off"
8. The Mighty Tartans - "Rio de Generic"
9. Gob - "Paint It Black"
10. Beth Orton - "It's Not The Spotlight"
11. Poe - "Hello"

## Curiosidades
- El director, David Koepp, es habitual colaborador de Steven Spielberg como guionista (ha escrito los guiones de " Parque Jurásico" y "La guerra de los mundos" entre otras).
- Jennifer Morrison, la que hace de fantasma, trabaja en la serie "House".
- Jennifer Morrison también fue la protagonista de la película "Leyenda Urbana 2".
- Basada en una novela de Richard Matheson titulada "Stir of Echoes", que es el título original del film. Rodada enteramente en Chicago. La canción que suena hacia el final en el radio-casete, en un momento importante de la película es la clásica "Paint it Black" de The Rolling Stones, versionada por Gob. Una de las películas que se ve en la tele cuando el niño está cambiando de canal es el clásico "La noche de los muertos vivientes" (1968) de George A. Romero.
- El libro que lee la canguro es ¨El hombre menguante¨, de Richard Matheson.

## Errores
- El número de la casa de Tom y Maggie, cambia en los distintos flashback.